# Trebušany
Trebušany (též ukrajinsky Ділове, Dilove, rusky Деловое, Dělovoje, rusínsky Требушаны, maďarsky Terebesfejérpatak, slovensky Tribušany Biely Potok, rumunsky Tribusa Alba) je vesnice v Rachovské městské komunitě, v okrese Rachov v Zakarpatské oblasti Ukrajiny. V roce 2025 zde žilo 3505 obyvatel; v celé obci pak 4029 obyvatel.
Leží na řece Tisa 17 km od města Rachov. Nejstarší místní kostel pochází z roku 1750. Za obcí je vyznačen geografický střed Evropy.

## Části obce
- Trebušany (Dilove)
- Kruhlyj
- Chmeliv[1]

## Historie
První písemná zmínka pochází z roku 1615. Roku 1910 zde žilo 2251 obyvatel, z nichž byli 1316 Rusíni, 611 Maďarů a 217 Němců. Až do Trianonské smlouvy v roce 1920 patřila vesnice k Marmarošské župě Uherského království, poté se stalo součástí Československa a spadalo pod okres Rachov. V březnu 1939 vyhlásila Karpatská Ukrajina nezávislost na Československu, načež ji okupovalo Maďarsko. V roce 1944 obec obsadila Rudá armáda. Od roku 1945 území spadalo pod Sovětský svaz a od roku 1991 náleží k Ukrajině.

## Pamětihodnosti
- Řeckokatolický dřevěný kostel zasvěcený Panně Marii pochází z roku 1750.
- Římskokatolická kaple z roku 1990
- Sloup Locus Perennis ("stálý bod") - jeden z pouhých sedmi výškových bodů základní nivelační zeměměřičské sítě Rakouska-Uherska z roku 1887 stojí 3 km severně od obce; mapa a foto
- památník ukazující střed Evropy (lidový název pro Locus Perennis) stojí asi 100 metrů opodál